# Модровка
Модровка (словац. Modrovka) — село, громада округу Нове Место-над-Вагом, Тренчинський край. Кадастрова площа громади — 3.16 км².
Населення 201 особа (станом на 31 грудня 2020 року).

## Історія
Модровка згадується 1348 року.

## Населення
| Рік:            | 1994. | 2004.   | 2014.   | 2024.    |
| --------------- | ----- | ------- | ------- | -------- |
| Кількість осіб: | 238   | 224     | 203     | 228      |
| Різниця:        |       | -5,88 % | -9,37 % | +12,31 % |

| Рік:            | 2023. | 2024.   |
| --------------- | ----- | ------- |
| Кількість осіб: | 224   | 228     |
| Різниця:        |       | +1,78 % |